# Saltonacris lucicola
Saltonacris lucicola är en insektsart som beskrevs av Marius Descamps 1976. Saltonacris lucicola ingår i släktet Saltonacris och familjen gräshoppor. Inga underarter finns listade i Catalogue of Life.